# Armée électronique syrienne
Pour les articles homonymes, voir SEA.
L’Armée électronique syrienne – en anglais Syrian Electronic Army (SEA) ou Syrian Electronic Soldiers – est un groupe de pirates informatiques dont la création remonte au début de la guerre civile syrienne, en 2011. Composée principalement de jeunes syriens, la SEA est responsable de nombreuses cyberattaques envers des médias occidentaux qu’ils estiment hostiles à Bachar el-Assad, y compris des agences de presse et des institutions des droits de l'Homme.

## Présentation et revendications
La création de l'Armée électronique syrienne remonte à 2011. Le groupe se présente au cours du printemps de cette année comme « un groupe de jeunes syriens enthousiastes qui ne pouvaient pas rester passifs face à la distorsion massive des faits sur le récent soulèvement en Syrie ». En 2013, l'un des représentants décrit le groupe comme des jeunes syriens protégeant leur pays contre la campagne médiatique en Syrie qui selon eux, est remplie de mensonges et fabriquée par les médias. Les experts en matière en piratage les décrivent eux comme des personnes aux procédés peu sophistiqués qui « trahiraient une organisation disposant de très peu de moyens. »
L’existence d'un lien entre le régime syrien et ces hackers est difficile à démontrer. Selon l'un des représentants, le groupe est non soutenu par toute personne ou partie du gouvernement. La plupart des experts en piratage les présentent comme des jeunes qui ne sont pas forcément des pro-régimes. Le chercheur à l'Université de Toronto Helmi Noman se demande au contraire si le groupe n’est pas tout bonnement lié au régime syrien, et justifie son argument par les efforts salués par Bachar al-Assad lui-même, au cours du mois de juin 2011. De plus, le site Infosecurity Magazine a remarqué que le site officiel est enregistré par la Société informatique syrienne (en), présidée par le chef de l'État syrien, et qui est soupçonné d'être une sorte de précurseur de l'Armée électronique syrienne.

## Attaques
Les premières cibles de l'Armée électronique syrienne étaient des sites web israéliens et des comptes Facebook d’opposants syriens. Leur campagne allait à l’encontre des médias tels que Al Jazeera ou Al-Arabiya. 
Aujourd'hui, en ayant recours par des attaques par déni de service et d'autres méthodes, elle revendique la responsabilité de nombreuses attaques visant les sites et les comptes de réseaux sociaux de sites d'informations, d'agences de presse ou encore des institutions des droits de l'Homme afin de s'opposer contre « les campagnes menées par les médias arabes et occidentaux. ».
Il s'agit notamment de médias tels que la BBC, le New York Times, CNN.com, l'Agence France-Presse, le Washington Post, ou encore le Financial Times. L'organisation non gouvernementale Human Rights Watch ainsi que Microsoft ont également été victimes du piratage de certains de leurs services. 
Mais la Syrian Electronic Army s'est principalement illustrée en piratant le compte Twitter de l'agence de presse américaine Associated Press. Le 23 avril 2013, un tweet de l’agence annonce 2 explosions à la Maison Blanche et la blessure du président Barack Obama. L'information, diffusée peu de temps après les attentats du marathon de Boston, avait parut suffisamment crédible et a provoqué un affolement général à Wall Street qui a fait perdre 136 milliards de dollars de capitalisation boursière. Cette affaire a remis en cause l’influence grandissante des réseaux sociaux sur les marchés boursiers.
L’armée électronique syrienne pirate également des boîtes mails. Les hackers se disent « honorés de collecter des infos en piratant les boîtes mails de certains pays qui sont devenus les ennemis de la Syrie ».
En janvier 2015 la SEA s'attaque au site Le Monde.fr, sans parvenir à publier depuis leurs comptes sur les réseaux sociaux ni directement sur le site. Elle procède ensuite à une attaque par déni de service.

## Sources